# Псароній
Псароній (лат. Psaronius) — деревна папороть, яка виростала до 10 м у висоту, і асоціюється з листям органогенних папоротей роду Пекоптеріс та інших вимерлих деревоподібних папоротей. Спочатку псаронієм називали скам'янілі стебла, але сьогодні цей рід використовується для всієї деревоподібної папороті. Скам'янілості деревоподібної папороті псаронію знаходять від кам'яновугільного до пермського періоду.

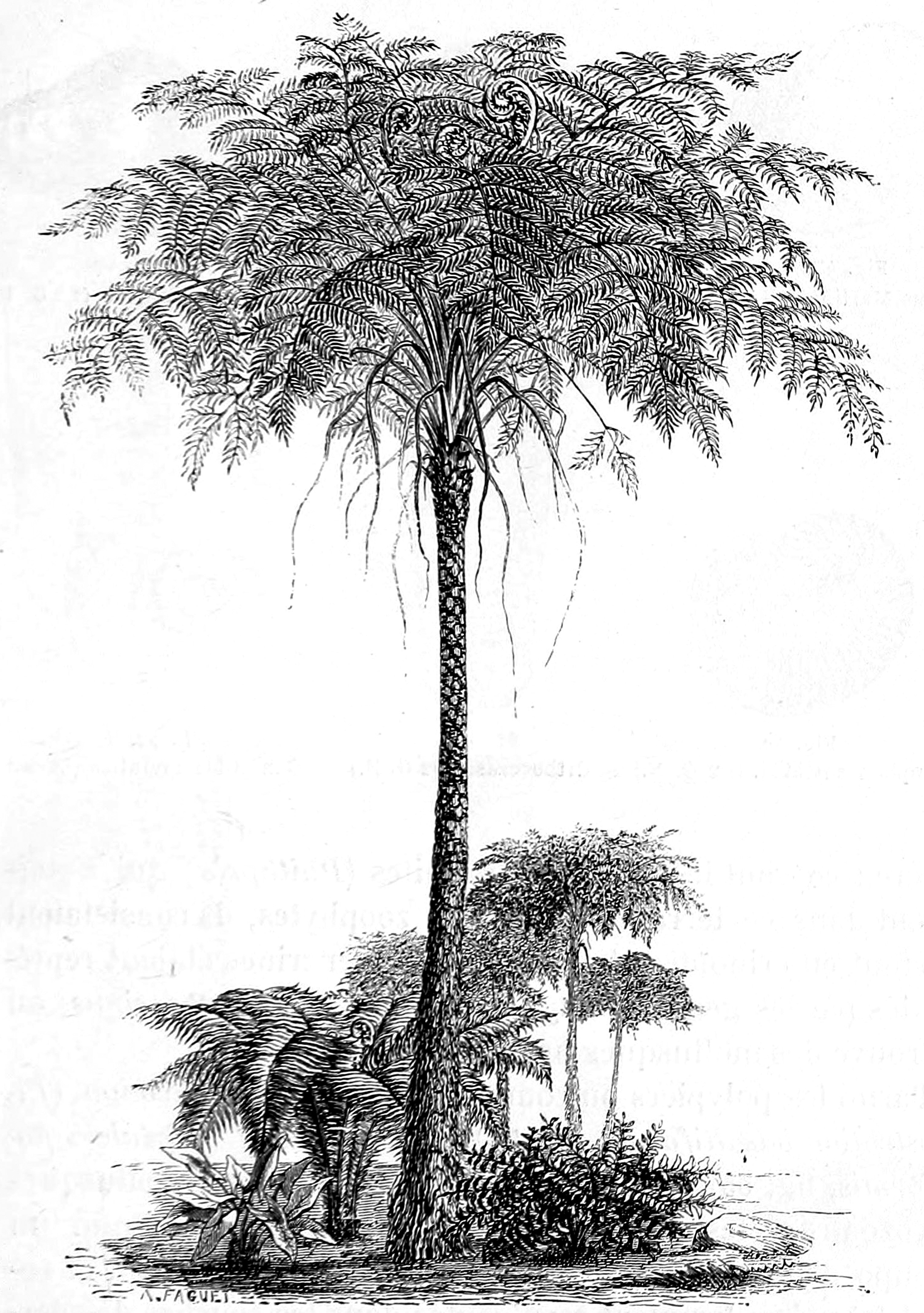
Реконструкція Псаронію, ілюстрації Огюста Фаге (1877)

Слово Псароній походить від грецького ψαρονιος (psaronius, дорогоцінний камінь), корінь якого ψαρον (psaron, птах-шпак). Камінь використовувався в декоративних цілях у Європі та отримав назву за схожість із плямистим малюнком шпака. У Німеччині камінь називали staarstein. А англійською його називали або starry-stone, або starling stone.

## Опис
Як і багато інших вимерлих дерев, псароній відомий за різними окремими викопними частинами, які не завжди зустрічаються разом. До основних частин належать: коренева шийка, стебло, листя, козери (скрипкові головки) та листки зі спорами.

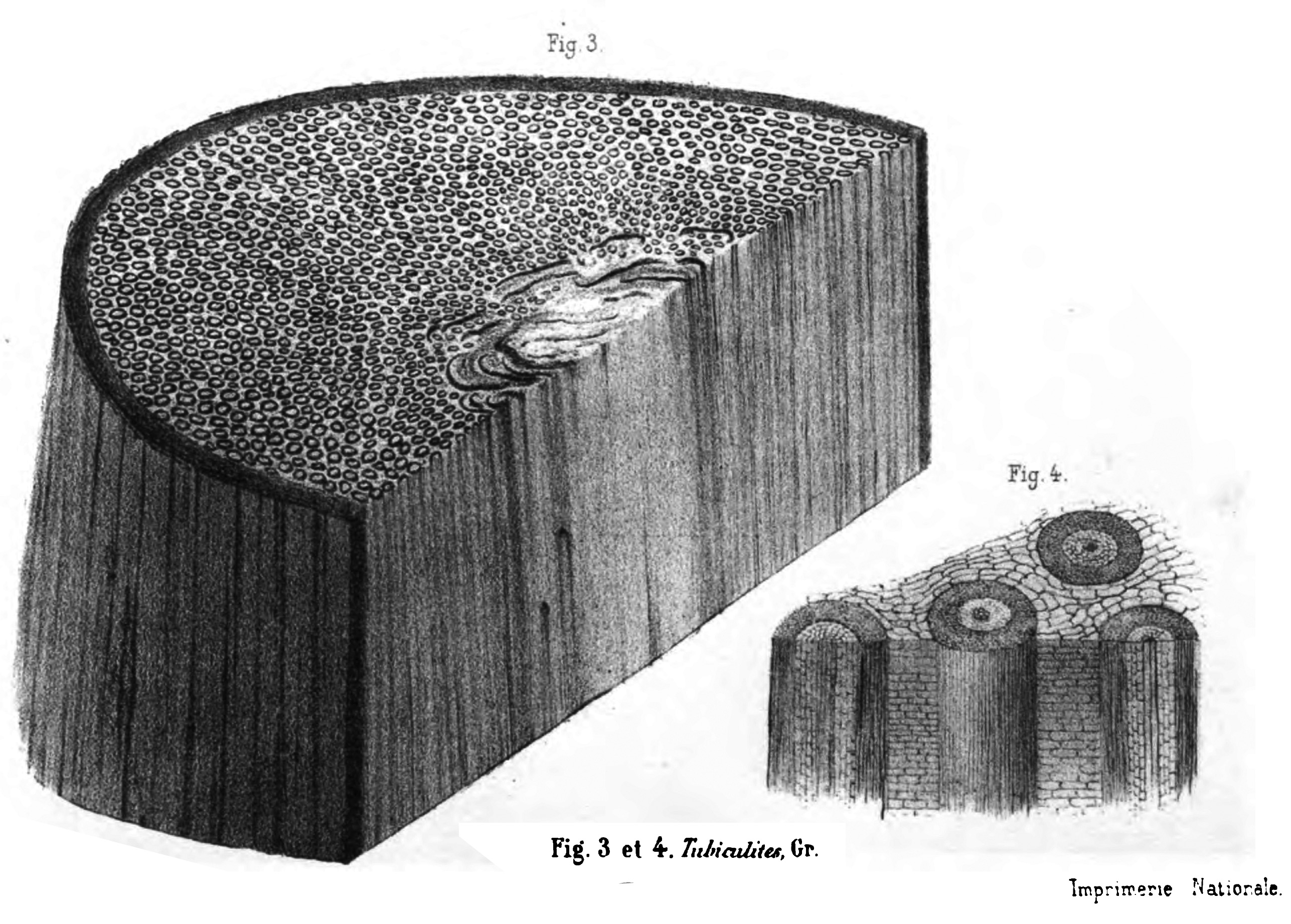
Тубікуліти, скам'янілі відбитки корінців кам'яновугільної папороті під назвою псароній.

### Коренева мантія
Незвичайною особливістю псаронію є те, що він не мав справжнього стовбура, а мав масивну кореневу мантію, утворену сотнями кореневих відростків. Ці корінці називаються придатковими, оскільки вони з'являються в нетиповому місці. Ці додаткові корені беруть початок від центрального стовбура, що знаходиться високо на дереві. Це центральне стебло стає меншим внизу дерева, так що біля основи мантія повністю складається з коренів. У деяких екземплярів ця мантія сягає понад 1,0 м в діаметрі біля основи дерева. Скам'янілу деревину цієї кореневої оболонки називають просто псаронієм. Бічні відбитки цих додаткових коренів французький геолог Франсуа Сіріль Гранд'Юрі у 1877 році назвав тубікулітами (Tubiculites).

### Екосистема в кореневій мантії псаронію
Як і сучасні деревоподібні папороті, псароній включав інші види рослин, що росли в кореневій мантії. За допомогою поперечних зрізів скам'янілих псароніїв було визначено, що всередині деревоподібної папороті росли різні ліаноподібні та епіфітні рослини. Деякі види рослин кам'яновугільного періоду відомі лише за скам'янілими рештками в цих кореневих мантіях. Деякі з них, які були детально вивчені, — це епіфіт Botryopteris, ліаноподібна папороть Ankyropteris та маленькі виткі папороті Tubicaulis.

### Пагони та листя
Листя, яке найчастіше асоціюється з псаронієм, відоме як пекоптеріс, але деякі види псаронію мали листя феноптеріс. Були знайдені скам'янілості крозерів (або скрипкових головок) листя папороті. Іноді їх називають Spiropteris. Вивчення крозьє, пов'язаних з деревиною псаронію, було використано для визначення асоціацій листя. Листя часто було двоперистим, а іноді триперистим. Інші таксони листя, пов'язані з псаронієм, включають: Asterotheca, Acitheca, Remia та Radstockia.

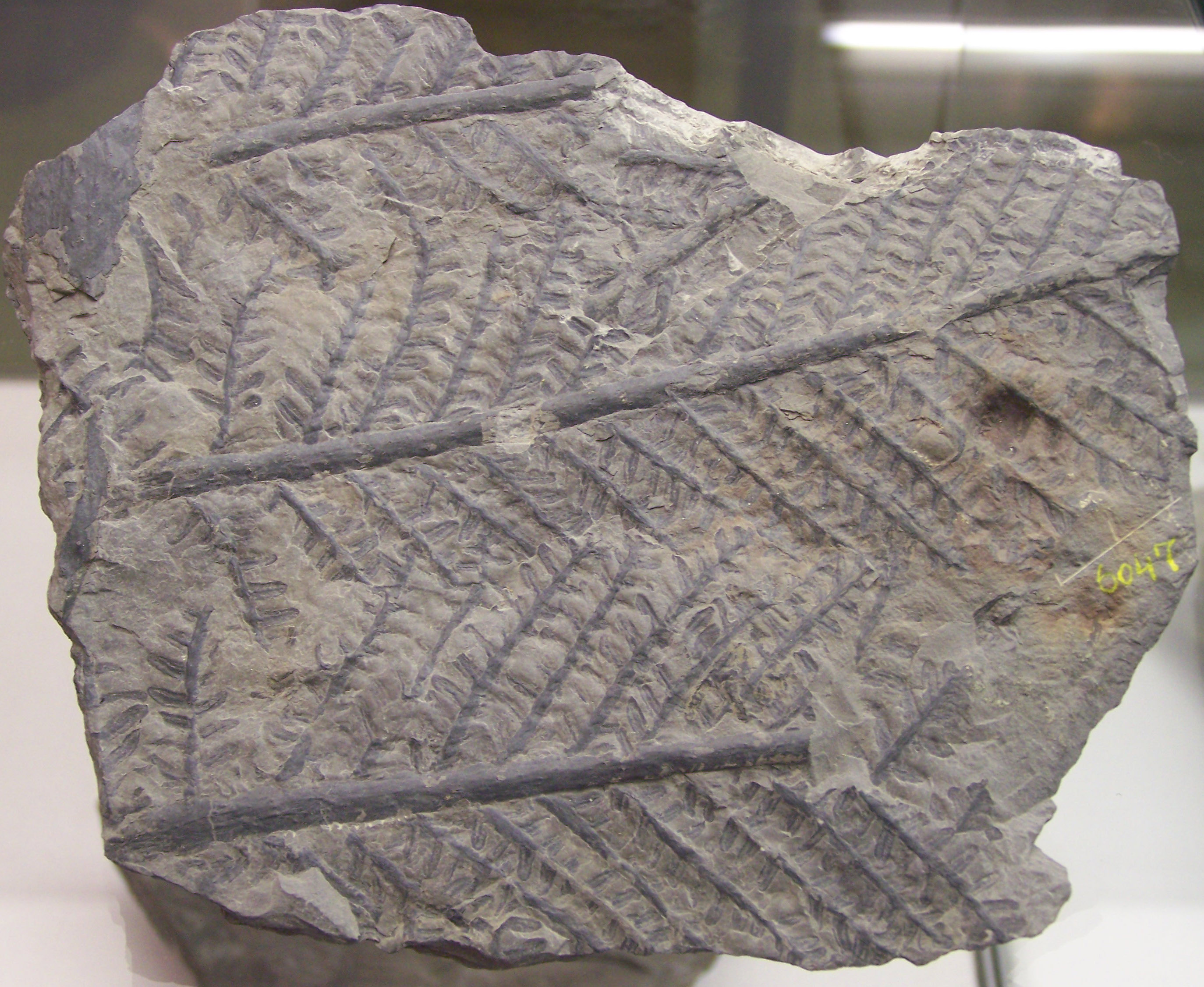
Пекоптерис поліморфний
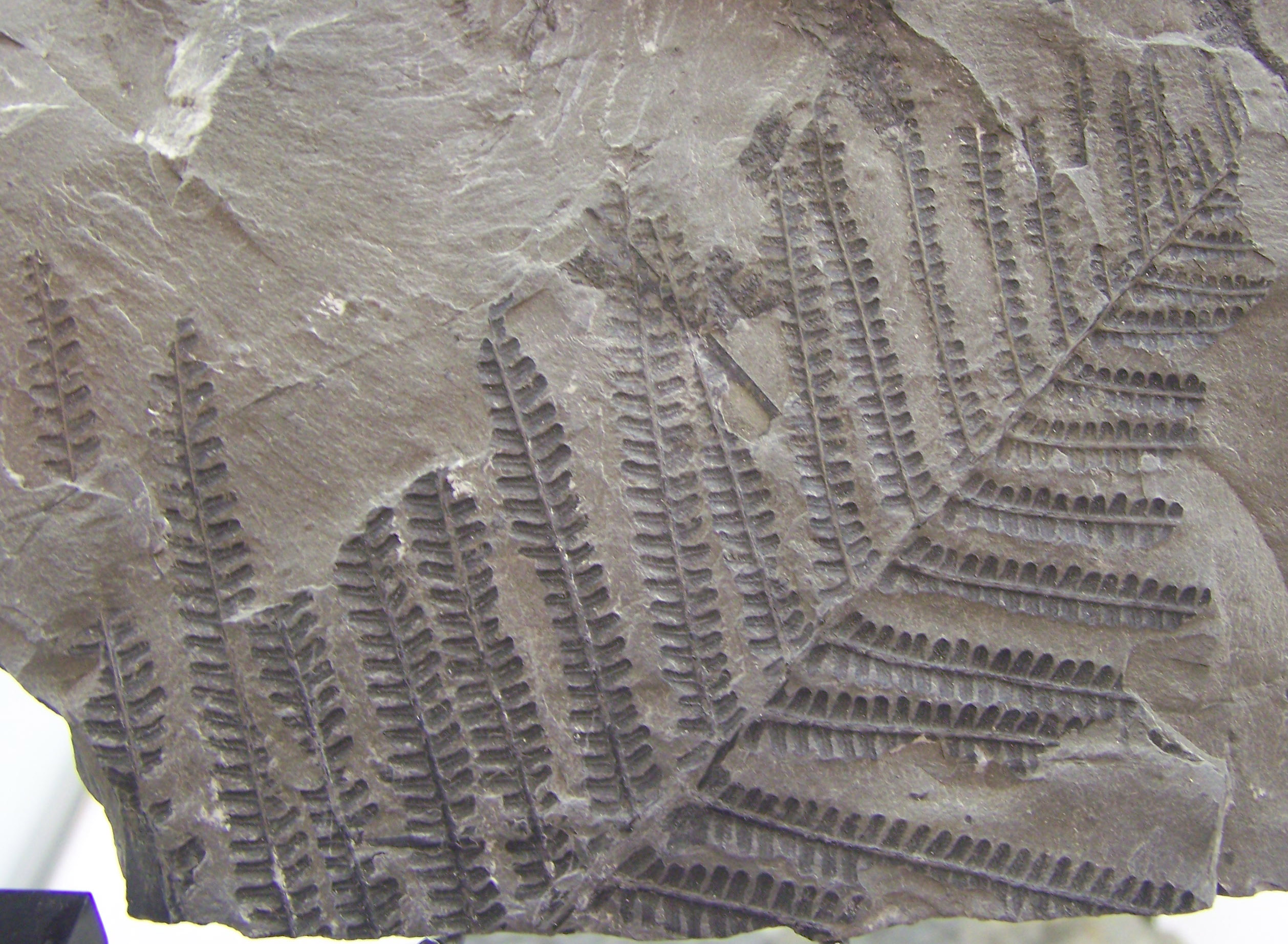
Пекоптеріс дендропарковий
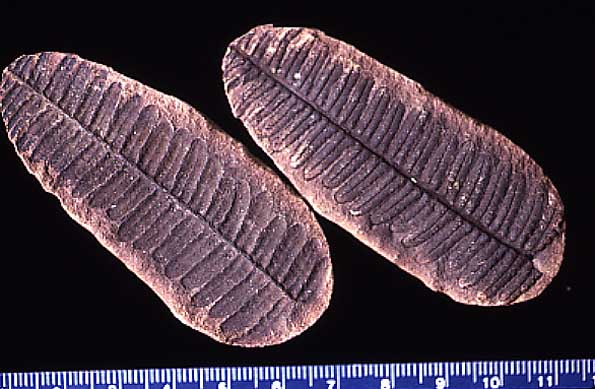
Пекоптерис ворсинчатий

## Шрами від листя
Основи, до яких прикріплювалося листя, були товстими, щоб витримувати вагу листя, яке могло досягати 2-3 метрів. шрами на стеблі. Коли листя відривалося від Псаронію, воно залишало на поверхні стебла еліптичні шрами. Скам'янілості цих листових рубців з'являються в різному розташуванні, що може вказувати на різні види дерев. Ці рубці відомі як Caulopteris, Megaphyton, Hagiophyton та Artisophyton на основі чотирьох основних моделей розташування.

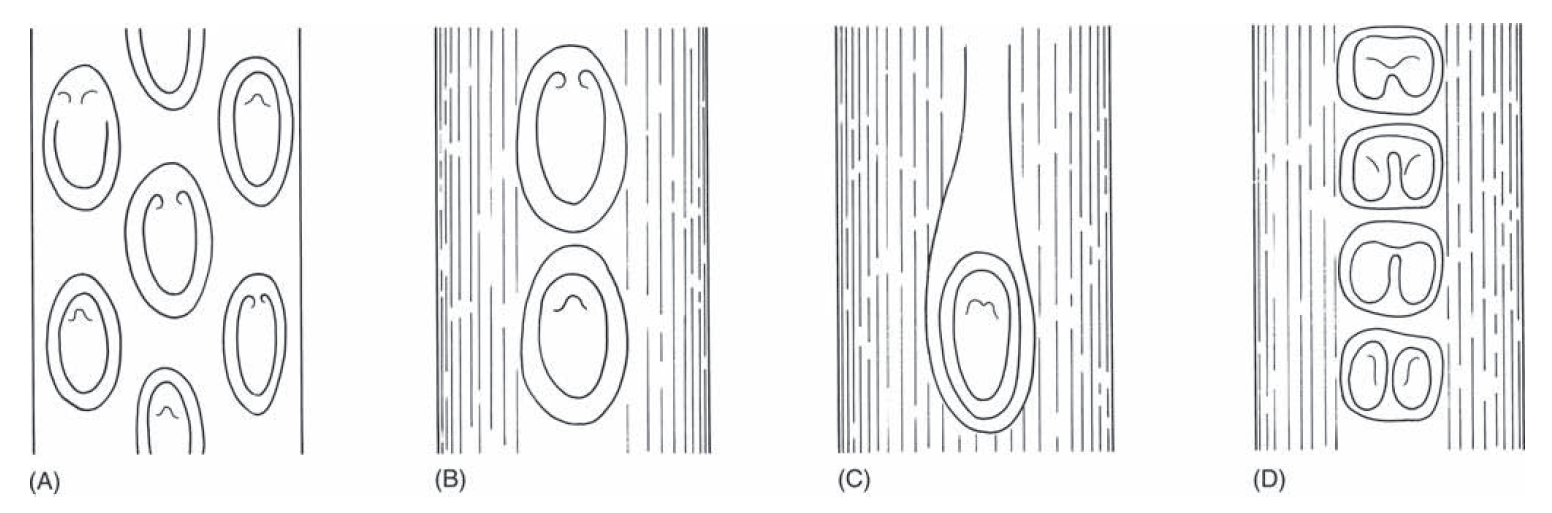
Конфігурації основи черешка поверхні стебла псаронія. A. Caulopteris . B. Megaphyton . C. Hagiophyton . D. Artisophyton

## Спорідненість із сучасними папоротеподібними
Псароній належить до родини папоротевих (Marattiaceae). Серед живих представників цієї родини багато великих папоротей, але жоден з них не є «деревоподібною формою», як псароній. Нещодавні молекулярні дослідження вказують на те, що ця група папоротей має дуже давній родовід і може бути сестринською групою хвощів Equisetum. Сучасні деревоподібні папороті мають багато спільного з псаронієм, але належать до молодшої родини папоротевих деревоподібних папоротіей.

## Зовнішні посилання
- http://www.xs4all.nl/~steurh/engpsar/epsaron.html
- http://botany.cz/en/psaronius/
- http://www.georgesbasement.com/LesquereuxAtlasP/Stemmatopteris-to-Psaronius-Lesquereux.html